# Schillerbrücke (Ingolstadt)
Die Schillerbrücke ist eine vierspurige Straßenbrücke über die Donau in Ingolstadt. Sie führt die Bundesstraße 16a, die Teil der südlichen und östlichen Ringstraße um die Altstadt ist.

## Geschichte
Die Brücke wurde im November 1964 in Anwesenheit des damaligen Ministerpräsidenten Alfons Goppel dem Verkehr übergeben. Sie wurde nach der Konrad-Adenauer-Brücke als zweite Straßenbrücke gebaut, um den Verkehr zu entlasten. Die Planung begann 1961. 1963 wurde mit dem Bau angefangen.

## Lage
Die Brücke befindet sich zwischen der Eisenbahnbrücke und der Autobahnbrücke. Am südlichen Ufer geht sie in die südliche Ringstraße über, im Norden in die Schillerstraße, woher sich auch ihr Name begründet.